# Байненков Борис Михайлович
Бори́с Миха́йлович Байненков (10 квітня 1963 — 20 січня 2015) — майор (посмертно) Збройних сил України, учасник російсько-української війни. Один із «кіборгів».

## Короткий життєпис
1978-го вступив до Київського геологорозвідувального технікуму. В 1982–1983-х служив у лавах РА. 1983 року вступив до Алма-Атинського прикордонного училища. По закінченні навчання направлений у Забайкальський військовий округ, по тому — до Тихоокеанського, згодом Одеського округу, звідти в місто Керч.
1996 року з сім'єю переїхав до Семенівки на постійне місце проживання.
У серпні 2014-го мобілізований, командир взводу, 80-та окрема десантна бригада.
20 січня 2015-го зник безвісти під час оборони аеропорту Донецька.
Впізнаний за експертизою ДНК у березні 2015-го. Похований у с. Германівка Обухівського району Київської області.

## Нагороди та вшанування
- Указом Президента України № 461/2015 від 31 липня 2015 року, «за особисту мужність і високий професіоналізм, виявлені у захисті державного суверенітету та територіальної цілісності України, вірність військовій присязі», нагороджений орденом Богдана Хмельницького III ступеня (посмертно)[1].
- Нагороджений нагрудним знаком «За оборону Донецького аеропорту» (посмертно).
- Нагороджений відзнакою «За оборону рідної держави» (посмертно).
- На фасаді Семенівської сільської ради Обухвського району Київської області встановлено меморіальну дошку Байненкову Борису Михайловичу.
- Вшановується в меморіальному комплексі «Зала пам'яті», в щоденному ранковому церемоніалі 20 січня[2][3].